# Gretha Cavazzoni
Gretha Cavazzoni (ur. w 1974 roku w Modenie) – włoska modelka.
Gretha w 1987 roku wzięła udział w konkursie modelek Look Of The Year organizowanym przez agencję Elite. Po tym konkursie szybko uznano, że twarz Grethy jest bardzo podobna do twarzy innej supermodelki - Lindy Evangelisty, przez co nadano jej przydomek Baby Linda. Dzięki temu początki Grethy w zawodzie modelki nie należały do trudnych. Bardzo szybko przebiła się na rynek międzynarodowy, podpisała kontrakty z agencjami modelek w: Mediolanie, Nowym Jorku i Paryżu. Nim skończyła osiemnaście lat pojawiła się na okładkach najbardziej prestiżowych magazynów mody, jak choćby: Cosmopolitan i GQ. Ozdabiała pokazy mody najwybitniejszych projektantów i domów mody na świecie: Christian Dior, Emanuel Ungaro, Givenchy, Chloé, Gai Mattiolo, Gres, Hervé Leger, Jacques Fath, John Galliano, Jerome L'Huillier, Laura Biagiotti, René Lang, Vivienne Westwood. Wzięła udział w kampaniach reklamowych takich firm jak: Watters and Watters, Covergirl, Sephora i Shiseido.